# Guillaume XI d'Auvergne
 (mai 2025).
Si vous disposez d'ouvrages ou d'articles de référence ou si vous connaissez des sites web de qualité traitant du thème abordé ici, merci de compléter l'article en donnant les références utiles à sa vérifiabilité et en les liant à la section « Notes et références ».
Guillaume XI d'Auvergne, mort en 1280, est comte d'Auvergne et de Boulogne de 1277 à 1280, succédant dans les deux fiefs à son père. Il est fils de Robert V (v. 1225-1277), comte d'Auvergne (1247-1277) et comte de Boulogne (1247-1277), et d'Éléonore de Baffie.
Il meurt au bout de trois ans de règne et son frère Robert VI lui succède.

## Biographie

### Héritage
Le 11 janvier 1277, avant de mourir, son père Robert V d'Auvergne fait dresser son testament. Les comtés d'Auvergne et de Boulogne sont donnés à Guillaume XI. Quant à ces frères, le second, Robert hérite de la seigneurie de Combrailles ; les deux derniers, Godefroy et Guiet vont embrasser l'habit religieux ainsi que toucher un héritage financier. Ses deux sœurs, Mathilde et Maria vont également hériter d'une part du trésor comtal à condition d'être mariées. Maria préfère rentrer dans les ordres. Sa mère quant à elle, reçoit la seigneurie de Châteauneuf.